# Samar Samir Mezghanni
Samar Samir Mezghanni (em árabe: سمر سمير المزغني, nascida em 27 de agosto de 1988) é uma escritora infantil e ativista tunísio-iraquiana.

## Vida pregressa
Samar Samir Mezghanni nasceu em 27 de agosto de 1988, filha do advogado tunisiano Samir Mezghanni. Sua mãe é iraquiana e se chama Sahar. Ela tem dois irmãos, Samer and Sirar, e uma irmã, Siwar.

## Educação
Em 2010, Samar obteve um diploma de bacharel em Psicologia pelo Instituto Superior de Ciências Humanas, da Universidade El Manar de Tunis, localizada na cidade de Tunis, capital da Tunísia. No ano seguinte, completou mestrado em comunicação, cultura e discurso crítico na Universidade de Birmingham, localizada na cidade de Birmingham, na Inglaterra. Entre 2013 e 2017, ela fez doutorado em Estudos do Oriente Médio, na Universidade de Cambridge, na cidade de Cambridge, no Reino Unido. Obteve o doutoramento em 2018, com uma Tese dedicada à representação mediática dos muçulmanos no Reino Unido.

## Carreira
Samar Mezghanni começou a escrever aos sete anos de idade, trabalhando em seu primeiro livro aos dez anos, o que lhe permitiu obter dois títulos premiados pelo Guinness Book of World Records: a do mais jovem contista do mundo em 23 de outubro de 2000, e o de autor prolífico mais jovem do mundo em 25 de abril de 2002 (teve 50 contos publicados em 1998 e 2001).
Paralelamente, Samar trabalhou para diversas organizações como a Liga Árabe (2007-2010), a CIVICUS (2008-2010), a Arab Thought Foundation (2010-2014), o British Council (2011-2012) e o Fundo de População das Nações Unidas (2012).
Em 19 de setembro de 2016, Samar foi nomeada uma das 17 Jovens Líderes para os Objetivos de Desenvolvimento Sustentável das Nações Unidas após ser selecionada de uma lista de 18.000 nomes.
Alguns de seus contos foram adaptados para a televisão.

## Prêmios e reconhecimentos
- 2000 - Mais jovem contista do mundo, registro no Guinness World Records.[4]
- 2000 - Prêmio de Livro Intanfil entregue pelo então Presidente da Tunísia, Zine El Abidine Ben Ali, durante o Dia Nacional da Cultura.[9]
- 2002 - Autora prolífica mais jovem do mundo, registro no Guinness World Records.[6]
- 2002 - Creativity Collar, da Iraqi Story House.[9]
- 2009 - Lista dos 30 abaixo dos 30, da Arabian Business.[4][5]
- 2013 - Uma das 100 Mulheres da BBC.[10]
- 2013 - Uma das 100 mulheres mais poderosas da Arábia, da Arabian Business.[11][12]
- 2016 - Uma das 17 Jovens Líderes para os Objetivos de Desenvolvimento Sustentável das Nações Unidas.[7][8]

## Publicações
Samar Samir Mezghanni é autora de mais de cem contos infantis e quatorze livros em árabe e francês. Alguns de seus trabalhos são:
- Un rêve au zoo (em árabe). [S.l.]: Histoires du soir. 1999
- Une amie (em árabe). [S.l.]: Maison tunisienne de l'édition. 1999
- Le jugement d'un loup (em árabe). [S.l.]: Maison tunisienne de l'édition. 2000
- Et je suis devenue... une fourmi (em árabe). [S.l.]: Maison tunisienne de l'édition. 2000
- Histoires du beau monde (em árabe). [S.l.]: Saadi Awad Al Zaydi. 2000
- Quand il pleut... (em ar+fr). Traduzido por Najette Ouerghi. [S.l.]: Nawafeth. 2001
- Content de te revoir (em árabe). [S.l.]: Al It'haf. 2002
- Un oiseau palestinien qui a perdu sa mère (em ar+fr). Traduzido por Najette Ouerghi. [S.l.]: Nawafeth. 2003
- Ici, un enfant écrit le monde (em árabe). [S.l.]: Nawafeth. 2003
- Une petite aiguille d'horloge (em árabe). [S.l.]: Al It'haf. 2004
- Honorable homme... nous nous inclinons pour que vous passiez avec votre canne (em árabe). [S.l.]: Sahar. 2004
- Un point d'interrogation (em árabe). [S.l.]: Al It'haf. 2004
- Laissez-moi rêver (em árabe). [S.l.]: Chawki. 2005
- La dernière goutte d'encre (em árabe). [S.l.]: Chawki. 2006